# 塞夫尔河畔莫尔塔涅
塞夫尔河畔莫尔塔涅（法語：Mortagne-sur-Sèvre，法語發音：[mɔʁtaɲ syʁ sɛvʁ]）是法国卢瓦尔河地区大区旺代省的一个市镇，位于该省东北部，属于永河畔拉罗什区。

## 地理
塞夫尔河畔莫尔塔涅（46°59'30"N, 0°57'14"W）面积21.94 平方千米，位于法国卢瓦尔河地区大区旺代省，该省份为法国西部沿海省份，北起大西洋卢瓦尔省和曼恩-卢瓦尔省，西临大西洋，南至滨海夏朗德省，东部及东南部与德塞夫勒省接壤。
与塞夫尔河畔莫尔塔涅接壤的市镇（或旧市镇、城区）包括：紹萊、圣克里斯托夫-迪布瓦、莫莱翁、圣欧班德索尔莫、塞夫尔河畔圣洛朗、尚韦里、塞夫勒穆瓦讷。
塞夫尔河畔莫尔塔涅的时区为UTC+01:00、UTC+02:00（夏令时）。

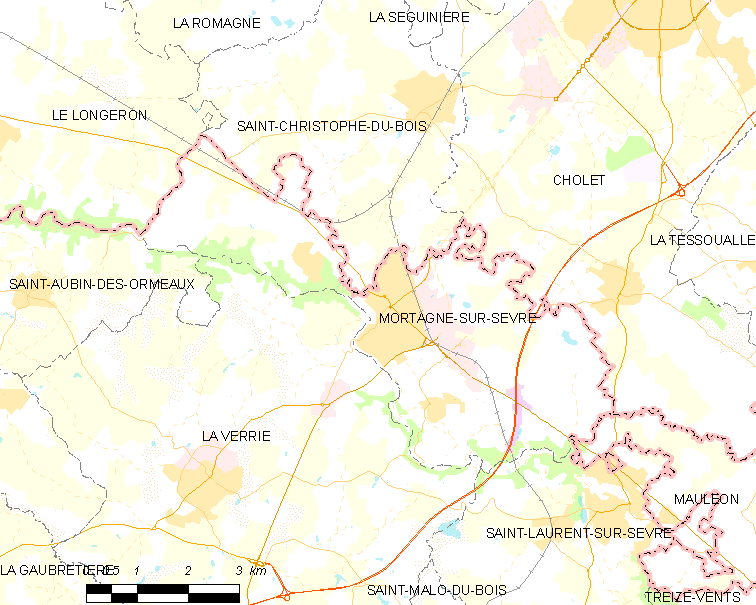
塞夫尔河畔莫尔塔涅的OSM定位图

## 行政
塞夫尔河畔莫尔塔涅的邮政编码为85290，INSEE市镇编码为85151。

## 政治
塞夫尔河畔莫尔塔涅所属的省级选区为塞夫尔河畔莫尔塔涅县。

## 人口

1962-2008年间塞夫尔河畔莫尔塔涅人口变化图示

塞夫尔河畔莫尔塔涅于2022年1月1日时的人口数量为6065人。